# Asexual Visibility and Education Network
A Asexual Visibility and Education Network (AVEN) (em português: Rede de Visibilidade e Educação Assexual), é uma comunidade online fundada em 2001 por David Jay e classificada como uma organização sem fins lucrativos 501(c)(4) desde junho de 2022. Em 2021, tinha 135.539 membros, de acordo com Michael Doré, um dos seus membros no Reino Unido trabalha com a sua equipe de projeto.

## Propósito
Quando o site foi criado, os principais objetivos da AVEN eram "construir uma comunidade e… legitimar assexualidade como orientação sexual".
A AVEN serve simultaneamente como uma plataforma informativa, um espaço para fomentar a comunidade e como um fórum para facilitar a discussão.

## Impacto

### Melhorando a compreensão acadêmica da assexualidade
Um estudo feito por Kristin S. Scherrer sobre identidade assexual foi publicado em 2008 que se concentrou na análise de respostas de pesquisas de 102 indivíduos que se identificaram como assexuais. Este estudo trouxe perspectivas assexuais para a pesquisa acadêmica em uma época em que havia relativamente pouca literatura acadêmica disponível sobre o tema da assexualidade, e menos ainda que a abordasse como uma identidade e não simplesmente um comportamento ou desejo.
Os participantes para este estudo foram encontrados e recrutados através do site da AVEN. Além de contribuir para a capacidade de adquirir os participantes necessários, a AVEN serviu também para informar as respostas recebidas pelos participantes. Por exemplo, quando solicitados a descrever o que uma identidade assexual significava para eles, 44% dos entrevistados responderam de forma muito próxima a definição de assexualidade encontrada no site da AVEN. Um dos entrevistados referiu-se diretamente à AVEN em resposta a esta pergunta. O estudo de Scherrer foi citado por muitos estudos desde então, indicando que o estudo e as contribuições da AVEN para ela tiveram um impacto ainda maior na pesquisa acadêmica.

### Síndrome do Desejo Sexual Hipoativo (DSH) e o DSM-5
A AVEN é responsável pela criação da Força-Tarefa AVEN DSM. À medida que a Associação Psiquiátrica Americana iniciou esforços para fazer revisões que se tornariam o novo Manual Diagnóstico e Estatístico de Transtornos Mentais ( DSM-5 ), esta força-tarefa procurou fazer uma petição em relação aos transtornos do desejo sexual.

## Atividades
Uma das partes centrais da AVEN é o fórum da comunidade onde os usuários postam sobre suas experiências em torno da assexualidade. Em uma entrevista com Femestella, Jay destacou a importância de espaços abertos para pessoas que não têm certeza de sua sexualidade e de terem apoio para se entenderem melhor. Os fóruns existem em diversos idiomas.

## Publicação
A AVEN publica um boletim informativo chamado AVENues a cada quatro meses. O site coleta conteúdo da comunidade e inclui ficção, poesia, artigos e também publica fragmentos de discussão do fórum.